# SV Wiesbaden
Der SV Wiesbaden 1899 ist ein Fußballverein aus der hessischen Landeshauptstadt Wiesbaden, dessen erste Mannschaft 1994 nach mehreren Jahrzehnten im hochklassigen Amateurfußball aufgrund großer Finanzprobleme und eines Insolvenzverfahrens des Vereins aufgelöst wurde. Nach einem langwierigen Neuaufbau von der untersten Spielklasse spielte die Mannschaft ab 2013 in der fünftklassigen Hessenliga. 2016 zog sich die Mannschaft nach dem Ausstieg des Sponsors aus der Hessenliga in die siebtklassige Gruppenliga zurück und spielt seit der Saison 2024/25 in der Verbandsliga Mitte.
Seine Heimspiele trägt der SV Wiesbaden im Helmut-Schön-Sportpark aus.

## Geschichte
Am 18. August 1899 entstand auf Initiative des Turnlehrers Fritz Sauer in der Wiesbadener Turngesellschaft eine Fußballriege. Deren Aktivitäten stießen aber bald auf Widerstand, und als die Turngesellschaft den Fußballern den Beitritt zum süddeutschen Fußballverband verweigerte, entschlossen sich diese zum Austritt und gründeten am 23. November 1904 den SV Wiesbaden 1899. Bereits im Spieljahr 1905/06 zählte die in den traditionellen nassauischen Farben Orange-Blau auflaufende Mannschaft zu den stärksten regionalen Vereinen, gewann gegen die lokale Konkurrenz des FC 01, der Kickers und der Germania die Stadtmeisterschaft und belegte in der Endrunde der Nordgruppe des süddeutschen Verbandes hinter Hanau 93 Platz zwei.
In den darauf folgenden Jahren etablierte sich der SVW unter den Spitzenvereinen des Rhein-Main-Gebiets. Mit dem Verteidiger Otto Nicodemus wurde 1909 sogar ein Spieler des Vereins in die Nationalmannschaft berufen. 1910/11 sicherte man sich erstmals den Nordkreistitel, überregional spielten die Orange-Blauen aber nur selten eine Rolle. Bis 1933 tauchte der SV Wiesbaden nur insgesamt drei Mal in der süddeutschen Endrunde auf. Aus der neu gegründeten Gauliga Südwest stiegen die Mannschaft 1934 nach dem ersten Jahr in die zweitklassige Fußball-Bezirksklasse Rheinhessen ab, kamen aber 1936 für insgesamt sechs weitere Spielzeiten zurück.

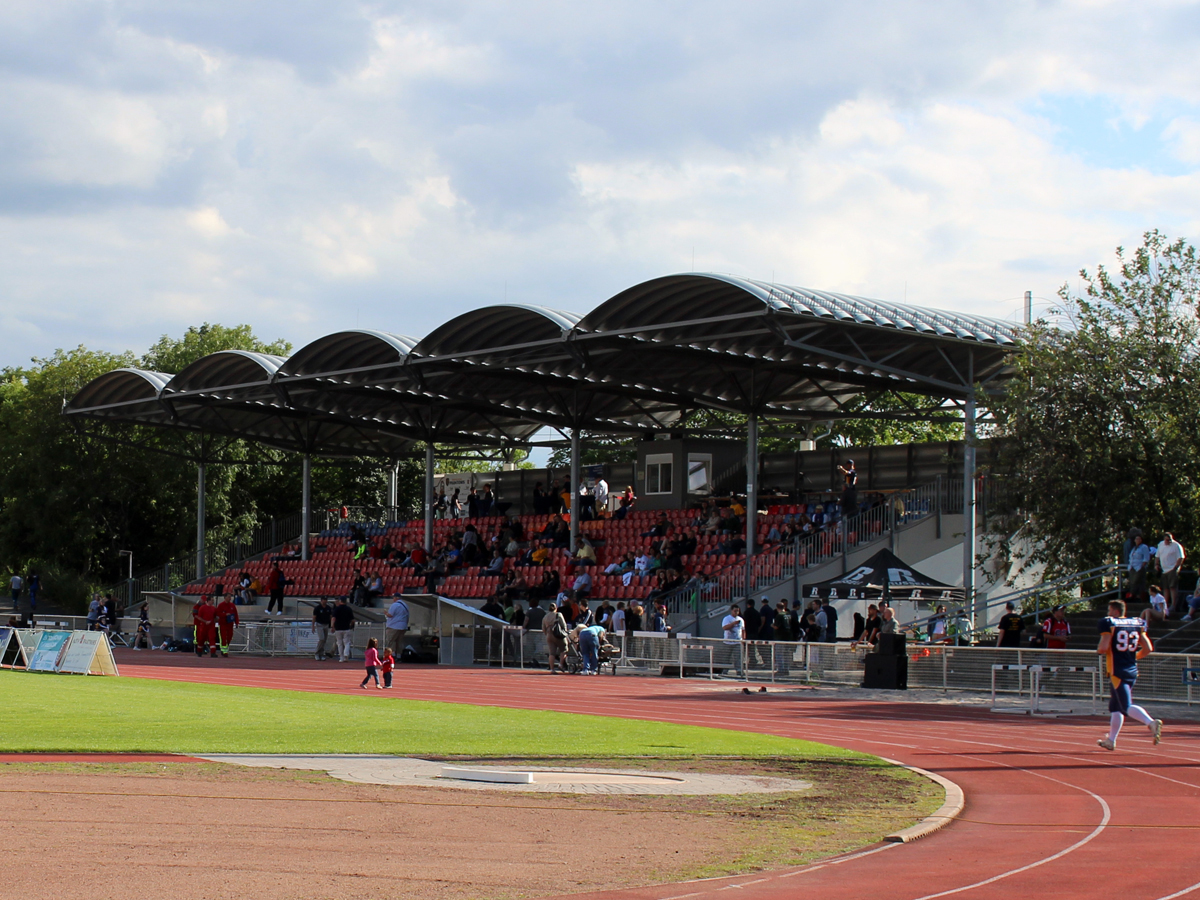
Haupttribüne Helmut-Schön-Sportpark

Nach dem Zweiten Weltkrieg kam der SVW erst spät in Tritt. Von 1950 an spielte er in der 2. Liga Süd, dem Unterbau der Oberliga Süd, wo er meistens im Mittelfeld platziert war. In der Saison 1951/52 startete der spätere Weltmeister-Coach Helmut Schön seine ruhmreiche Trainerkarriere beim Wiesbadener Sportverein. Der gebürtige Dresdner blieb bis zu seinem Tod im Jahr 1996 der Stadt Wiesbaden treu. Im August 2009 wurde zu Ehren des „Mannes mit der Mütze“ das komplette Stadionareal an der Berliner Straße in Helmut-Schön-Park umbenannt.
1962 stiegen die Wiesbadener in die Amateurliga Hessen ab, die sie bis zur Auflösung der Liga 1978 nur zweimal für jeweils eine Saison verließen: 1967 in die Regionalliga Süd, 1970 nach großen finanziellen Problemen in die Landesliga Südhessen.
In den Jahren 1964 und 1965 stand der SVW zweimal in Folge im Endspiel um die deutsche Amateurmeisterschaft. In beiden Finalspielen im Ischelandstadion zu Hagen (1964) und im Siegener Leimbachstadion (1965), zu denen jeweils über 4000 SVW-Fans anreisten, unterlag der SVW Hannover 96 Amateure (0:2 und 1:2). Trotzdem gelten diese Endspielteilnahmen bis heute als die größten überregionalen Erfolge des Vereins.
1978 verpassten die Hessen trotz großer Investitionen in die Mannschaft nicht nur die Qualifikation zur Amateur-Oberliga, sondern stiegen sogar fast in die Bezirksklasse ab. Erst 1982 erreichte der SVW die Oberliga Hessen, um in der Saison 1984/85 wieder abzusteigen.
Der Absturz in die Landesliga dauerte aber auch diesmal nur ein Jahr. Besonders in der Saison 1986/87, in der der SVW den sechsten Platz erreichte und erstmals seit Jahren wieder einen vierstelligen Zuschauerschnitt hatte, schien die Wende zum Guten endgültig geschafft. Der Sportverein hielt sich in der Oberliga bis zur Saison 1993/94.
Der Einstieg eines Investors, der seine Verpflichtungen gegenüber dem Verein nicht erfüllte, brachte dem SV Wiesbaden in den frühen 1990er Jahren unbezahlbare Schulden, die 1994 fast zum Konkurs und zur Auflösung der ersten Mannschaft führten. Lediglich im Jugendbereich konnte der Spielbetrieb weitergeführt werden. Der Konkurs konnte aber abgewendet werden, der SVW begann in der untersten Spielklasse von neuem.
2004 krönte die neuaufgebaute erste Mannschaft des SVW den 10 Jahre währenden Wiederaufstiegsprozess von der untersten Spielklasse aus mit dem Aufstieg in die Landesliga Hessen Mitte. Während der SVW das erste Jahr nach dem Landesliga-Aufstieg mit Platz 6 sehr vielversprechend abschloss, kämpfte die Mannschaft in der Saison darauf gegen den Abstieg. In der Saison 2006/07 kamen zu den sportlichen finanzielle Probleme hinzu, die dazu führten, dass der Verein sich in der Winterpause von zwei seiner wichtigsten Spieler trennen musste, weil er deren Gehälter nicht mehr zahlen konnte. 2008 stieg die Mannschaft schließlich in die Gruppenliga Wiesbaden ab. Nach drei weiteren Jahren gelang im Sommer 2011 der Aufstieg in die sechstklassige Verbandsliga Hessen. Im Sommer 2013 folgte der Aufstieg in die Hessenliga, aus der sich der SVW jedoch 2016 wegen des Ausstiegs seines Hauptsponsors freiwillig zurückzog. Ab 2016 spielte der SVW wieder in der Gruppenliga Wiesbaden, aus der er jedoch 2018 in die Kreisoberliga abstieg. 2019 gelang der direkte Wiederaufstieg und 2024 der Aufstieg in die Verbandsliga.

## Rivalität
Die größte Rivalität besteht von Seiten der Fans wohl zum ehemaligen SV Wehen Taunusstein 1926, dem heutigen SV Wehen Wiesbaden. Der derzeitige Drittligist spielte lange Zeit mit dem SVW in der Oberliga Hessen. Eine geplante Allianz beider Vereine mit dem Ziel einer Verschmelzung beider Klubs wurde mittlerweile auf Eis gelegt.

## E-Sport
2023 gründete der Verein eine E-Sport Abteilung. Besonders bemerkenswert ist die Teilnahme des SV Wiesbaden 1899 am EA SPORTS FC 24 DFB-ePokal im Jahr 2023. Die E-Sportler des Vereins zeigten von Anfang an gute Leistungen und sicherten sich nicht nur die Qualifikation, sondern überzeugten auch in allen Zwischenrunden des Turniers. Dies führten dazu, dass der SV Wiesbaden 1899 nun in der Hauptrunde des DFB-Pokals vertreten ist.

## 3x3 Basketball
Die 3x3 Basketballmannschaft des SV Wiesbaden 1899 wurde von dem bekannten Hip-Hop-Moderator Rooz und Ilya Mohini, Vorstandsmitglied des SV Wiesbaden 1899 und Mitarbeiter im Europäischen Parlament, gegründet. Die Idee entstand, als die beiden im Europäischen Parlament auf Kelvin Okudaye, einen erfahrenen Basketballspieler, trafen und sich entschieden, gemeinsam ein 3x3 Team ins Leben zu rufen.
Bereits in ihrer ersten Saison sorgte die Mannschaft für Aufsehen: Sie erreichte die Bronzemedaille im deutschen Pokal und wurde Vize-Deutscher Meister im 3x3 Basketball.

## Größte Erfolge
- 1955/56 – 2. Liga Süd – 8. Platz
- 1959/60 -- 2. Liga Süd -- 3. Platz
- 1963/64 – Deutscher Vize-Amateurmeister
- 1964/65 – Deutscher Vize-Amateurmeister
- 1966/67 -- Aufstieg in die Regionalliga
- 1970/71 – Aufstieg in die Oberliga Hessen
- 1971/72 – Oberliga Hessen – 4. Platz
- 1975/76 – Oberliga Hessen – 4. Platz
- 1981/82 – Aufstieg in die Oberliga Hessen
- 1985/86 – Aufstieg in die Oberliga Hessen
- 2003/04 – Aufstieg in die Landesliga Hessen Mitte
- 2010/11 – Aufstieg in die Verbandsliga Hessen Mitte
- 2012/13 – Aufstieg in die Oberliga Hessen (Hessenliga)
- 2023/24 – Aufstieg in die Verbandsliga Hessen Mitte

## Bekannte Trainer
- Helmut Schön (später Trainer der deutschen Nationalmannschaft)

## Bekannte Spieler
- Michael Harforth (vorher und nachher Karlsruher SC)
- Otto Nicodemus (deutscher Nationalspieler 1909)
- Wolfgang Kneib (später Borussia Mönchengladbach und Arminia Bielefeld)
- Olaf Kirn (vorher 1. FSV Mainz 05)
- Bernd Rupp (zwischenzeitlich Borussia Mönchengladbach)
- Björn Pistauer (vorher Eintracht Frankfurt)
- Thomas Lasser (später Eintracht Frankfurt)
- Dieter Kuhn, mehrfacher Amateur-Nationalspieler
- Peter Woodring (später Hamburger SV u. US-Nationalspieler)
- Wilfried Leydecker (vorher 1. FC Kaiserslautern, Amateur-Nationalspieler)
- Christian Demirtas (vorher 1. FSV Mainz 05 und Karlsruher SC)
- „Bubi“ Hönig (vorher Hamburger SV)

## Große Spiele der Vergangenheit
- 1906 – SVW: Cercle Athlétique Paris 2:0
- 1909 – SVW: Quick den Haag 2:1
- 1910 – SVW: FC Zürich 7:1
- 1923 – SVW: Vitesse Arnheim 3:2
- 1924 – SVW: Wacker Innsbruck 5:2
- 1924 – SVW: Viktoria Ciskov Prag 5:1
- 1925 – SVW: Bayern München 1:1
- 1926 – SVW: Société Athlétique Paris 3:1
- 1927 – SVW: Schalke 04 3:3
- 1927 – SVW: Spvgg. Fürth 6:4
- 1927 – SVW: Blouw-Wit Amsterdam 5:2
- 1929 – SVW: Offenbacher Kickers 6:2
- 1930 – SVW: 1. FC Nürnberg 2:2
- 1932 – SVW: Austria Wien 3:1
- 1933 – SVW: FSV Frankfurt 1:0
- 1956 -- SVW: Bayern München 3:2 (Punktspiel 2. Liga Süd)
- 1964 – SVW: Hannover 96 Amateure 0:2 (Endspiel um die deutsche Amateurmeisterschaft)
- 1965 – SVW: Hannover 96 Amateure 1:2 (Endspiel um die deutsche Amateurmeisterschaft)
- 1976 – SVW: Schalke 04 1:3 (DFB-Pokal 1. Runde)
- 1986 – SVW: Kickers Offenbach 0:0 OL Hessen vor 6000 Zuschauern (Einweihung neues Flutlicht)
- 1989 – SVW: VfL Bochum 0:2 (DFB-Pokal 1. Runde)

## Trainer
- Juli 2009 – Juni 2012 Dietmar Aßmann
- Juni 2012 – Oktober 2013 Sascha Amstätter
- Oktober 2013 – Juni 2016 Djuradj Vasic
- Juli 2016 – Juni 2018 Yildirim Sari
- seit Juli 2018 Daniel Löbelt

## Tischtennis
In den 1940er und 1950er Jahren war die Herrenmannschaft des SV Wiesbaden in der Tischtennis-Oberliga, der damals höchsten deutschen Spielklasse, vertreten. 1949 wurde sie bei den deutschen Meisterschaften Dritter (Scheer, Kurt Seifert, Rehak, Dierks, Werner Roller, Feser). Von 1950 bis 1953 gelangte sie viermal in Folge ins Endspiel, in dem sie dreimal dem MTV München 1879 und einmal dem TSV Milbertshofen unterlag. 1953 schloss sich die Tischtennisabteilung dem Verein Germania Wiesbaden an.

## Handball
Die Feldhandball-Abteilung der Männer spielte von 1933 bis 1937 in der erstklassigen Handball-Gauliga Südwest.